# アクシア (たばこ)
アクシア（Axia）は、フィリップ・モリス製の加熱式たばこであるIQOS ILUMA用のヒートスティックのこと。

## 概要
アイコス イルマ専用ヒートスティックとして、フラッグシップラインの「テリア（TEREA）」とスタンダードラインの「センティア（SENTIA）」に続く新たなブランドとして「アクシア（AXIA）」は開発され、2024年1月11日、北海道および福岡県の地域限定銘柄として発売が開始された。テリア、センティアのヒートスティックと同様、加熱ブレードを廃した代わりに、専用タバコスティックの内部に金属片を仕込むことで、中心加熱式を維持しながらメンテナンスフリーを実現している。発売当初の価格はテリアより100円/箱、センティアより50円/箱安い設定となっている。

## 歴史
- 2024年
  - 1月11日、「アクシア・リッチ・タバコ」、「アクシア・スムース・タバコ」、「アクシア・クリア・タバコ」、「アクシア・ダーク・グリーン」、「アクシア・パープル・アロマ」の5銘柄が北海道、福岡県で限定販売が開始された[2]。